# The Pretender (album Jackson Browne)
The Pretender è un album del cantautore statunitense Jackson Browne, pubblicato nel novembre del 1976.
Disco molto intimista, caratterizzato da liriche struggenti, profonde ed intense, influenzate dal suicidio della moglie Phyllis Major, è considerato dalla rivista statunitense Rolling Stone al 391º posto nella classifica dei 500 migliori album di tutti i tempi.

## Tracce
Testi e musiche di Jackson Browne, eccetto dove indicato
Lato A
1. The Fuse – 5:47
2. Your Bright Baby Blues – 6:01
3. Linda Paloma – 4:05
4. Here Come Those Tears Again – 3:35 (Jackson Browne, Nancy Farnsworth)

Lato B
1. The Only Child – 3:40
2. Daddy's Tune – 3:34
3. Sleep's Dark and Silent Gate – 2:35
4. The Pretender – 5:50

## Musicisti
The Fuse
- David Lindley - chitarra slide
- Craig Doerge - pianoforte
- Leland Sklar - basso
- Russell Kunkel - batteria

Your Bright Baby Blues
- Jackson Browne - chitarra acustica
- Lowell George - chitarra slide, armonie vocali
- Roy Bittan - pianoforte
- Billy Payne - organo
- Chuck Rainey - basso
- Jim Gordon - batteria

Linda Paloma
- Luis F. Damian - Vijuella, chitarra, accompagnamento vocale
- Roberto Gutierrez - guitarrón, violino, accompagnamento vocale
- Arthur Gerst - armonica (harp), accompagnamento vocale, arrangiamenti

Here Come Those Tears Again
- Fred Tackett - chitarra elettrica, chitarra acustica
- John Hall - chitarra solista
- Billy Payne - pianoforte
- Mike Utley - organo
- Bob Glaub - basso
- Jim Gordon - batteria
- Bonnie Raitt - armonie vocali
- Rosemary Butler - armonie vocali
- Random Notes - armonie vocali
- Jon Landau - armonie vocali

The Only Child
- Albert Lee - chitarra elettrica
- Fred Tackett - chitarra acustica
- Billy Payne - pianoforte
- David Lindley - violino
- Chuck Rainey - basso
- Jeff Porcaro - batteria
- Gary Coleman - percussioni
- John David Souther - armonie vocali
- Don Henley - armonie vocali

Daddy's Tune
- Fred Tackett - chitarra
- Waddy - chitarra
- David Lindley - chitarra slide
- Jim Horn - horns
- Jim Horn - arrangiamento strumenti a fiato
- Chuck Finley - horns
- Dick Hyde - horns
- Quitman Dennit - horns
- Craig Doerge - pianoforte
- Leland Sklar - basso
- Jeff Porcaro - batteria

Sleep's Dark and Silent Gate
- Fred Tackett - chitarra acustica, chitarra elettrica
- Craig Doerge - pianoforte
- Leland Sklar - basso
- Jeff Porcaro - batteria
- David Campbell - arrangiamento strumenti a corda
- Val Garay - mixed

The Pretender
- Fred Tackett - chitarra acustica, chitarra elettrica
- Craig Doerge - pianoforte
- Bob Glaub - basso
- Jeff Porcaro - batteria
- David Crosby - armonie vocali
- Graham Nash - armonie vocali
- David Campbell - arrangiamento strumenti a corda[1][8]